# Pippo Baudo
Giuseppe Vittorio Raimondo „Pippo” Baudo (Militello in Val di Catania, 1936. június 7. – Róma, 2025. augusztus 16.) az egyik leghíresebb olasz televíziós műsorvezető, hat évtizedes karrierje révén. Gyakran Superpippónak nevezik (utalva a Super Goof olasz nevére). Baudo a Teatro Stabile di Catania művészeti vezetője és elnöke is volt.

## Pályája

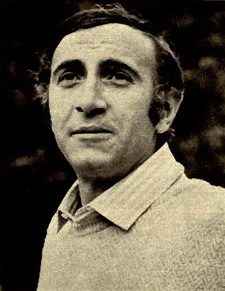
Baudo 1975-ben

Baudo Szicíliában született. Miközben a Cataniai Egyetemen jogtudományt tanult, színészként és műsorvezetőként a szórakoztatással foglalkozott. Megtanult zongorázni is. Az 1950-es évek végén az Orchestra Moonlight énekese és zongoristája lett. 1959-ben először jelent meg az olasz RAI tévében a Caravella dei successi epizódban, amelyet Palermóból sugároztak.
Sikereket ért el több RAI-program házigazdájaként, valamint művészeti vezetőjeként. Szerződést írt alá a Mediasethez, de soha nem tudta visszaszerezni korábbi sikereit. Pályafutása újjáéledt, amikor a Novecento műsorvezetője volt a RAI-on, ami a Domenica In és a Sanremói Dalfesztivál népszerű vasárnap délutáni műsorok újbóli házigazdájaként.
Az 1970-es években segített létrehozni és dolgozott is a cataniai székhelyű Antenna Sicilia magáncsatornán. 1987-ben a RAI elnökével, Enrico Mancával folytatott vitája után a Festival házigazdája volt a Mediaseten. Évekkel később azonban visszatért Rai 1-be a Gran Premióval; Serata d'Onore című műsorát a Rai 2 sugározta.
Az 1995-ös Sanremói Fesztivál nyitóestjén, nem sokkal az előadás kezdete után egy férfi, Pino Pagano a színház galériájának szélén ült, és leugrással fejezte ki öngyilkossági szándékát: végül Baudo állította meg a közönség tapsa közepette.
1997-ben újra szerződött a Mediasethez, de a La canzone del secolo és a Tiramisù című műsorai nagyon kevés sikert értek el. 1999-ben a Rai 3 felkérte, hogy vezesse be a főműsoridős, „Giorno dopo Giorno” műsort, amely most „Novecento” címmel fut.
2002-ben a Sanremói Dalfesztivál házigazdája volt, miután a 2001-es kiadás kudarcot vallott. Manuela Arcuri és Vittoria Belvedere társműsorvezetőket választotta ki. 2004-ben elhagyta a RAI-t, de 2005-ben visszatért a Sabato Italiano programmal a Rai 1-en. 2005. október 2-án nyolcadik alkalommal volt házigazdája a vasárnap délutáni Domenica In (1979–1985, 1991–1992, 2005–2010) című műsornak.
2008-ban tizenharmadik alkalommal rendezte meg a Sanremói Fesztivált, az azt tizenegy alkalommal rendező Mike Bongiorno utódjaként.

## Magánélete
2004-ben Baudo és második felesége, az olasz szoprán Katia Ricciarelli – 18 éves házasság után – elváltak. Két gyermeke, az első feleségétől született Alessandro (1962), aki Ausztráliában él, és Tiziana (1970).

## Színészi szerepei
| Év   | Cím                                                                                        | Szerep(ek)         | Megjegyzések                   |
| ---- | ------------------------------------------------------------------------------------------ | ------------------ | ------------------------------ |
| 1968 | Zum zum zum – La canzone che mi passa per la testa                                         | Saját maga         | Cameo megjelenése              |
| 1969 | Zum zum zum n° 2                                                                           | Saját maga         | Cameo megjelenése              |
| 1969 | Donna Rosa neve                                                                            | Pippo herceg       |                                |
| 1970 | W le donne                                                                                 | Bertoluzzi ezredes |                                |
| 1980 | Delitto in via Telauda                                                                     | Saját maga         | Televíziós film                |
| 1981 | L'esercito più pazzo del mondo                                                             | Saját maga         | Cameo megjelenése              |
| 1982 | Casa Cecilia                                                                               | Az előadó          | Epizód: "Un genio in famiglia" |
| 1983 | "FF.SS." – Cioè: "...che mi hai portato a fare sopra a Posillipo se non mi vuoi più bene?" | Saját maga         | Cameo megjelenése              |
| 1985 | ESP vagyok                                                                                 | Saját maga         | Cameo megjelenése              |
| 1990 | J                                                                                          | Pennellone         | TV sorozat; főszerep           |
| 1993 | Anni 90: Part II                                                                           | Saját maga         | Cameo megjelenése              |
| 2004 | Come inguaiammo il cinema italiano - La vera story di Franco e Ciccio                      | Saját maga         | Dokumentumfilm                 |
| 2010 | L'ultimo gattopardo: Ritratto di Goffredo Lombardo                                         | Saját maga         | Dokumentumfilm                 |
| 2011 | Minden a tengeren                                                                          | Saját maga         | Cameo megjelenése              |

## Elismerése
- Olaszország: Az Olasz Köztársaság Becsületrendje Nagy Keresztjének Lovagja (2021. július 21.)[5]

## Fordítás
- Ez a szócikk részben vagy egészben  a   Pippo Baudo című angol Wikipédia-szócikk ezen változatának fordításán alapul.  Az eredeti cikk szerkesztőit annak laptörténete sorolja fel. Ez a jelzés csupán a megfogalmazás eredetét és a szerzői jogokat jelzi, nem szolgál a cikkben szereplő információk forrásmegjelöléseként.